# 親王任国
親王任国（しんのうにんごく）は、親王が国守に任じられた国及びその制度を指す。
天長3年9月6日（826年10月10日）、清原夏野の奏上に基づき制定された。

## 概要
桓武天皇は非常に多くの皇子・皇女を残し、続く平城天皇及び嵯峨天皇も多くの皇子・皇女に恵まれたが、このため天長3年当時、多数ある親王家を維持する財源と親王に充てるべき官職が不足していた。清原夏野はこうした課題に加えて、当時親王が八省卿を兼務する慣例が成立していたことに問題があることを指摘して、こうした問題を解決するため、親王任国の制度を奏上した。当初は淳和天皇の治世だけに限定して始められたが、結局この制度はその後も存続し、平安時代を通じて定着することとなった。
親王任国に充てられたのは、常陸国、上総国、上野国の3国である。いずれも大国だった。類聚三代格「天長三年九月六日官符」によってこれら三カ国の長官は必ず親王が任命され、長官は守ではなく太守と称し、官位相当は正四位下と定められた。
天長3年（826年）に初めて3国の太守に任じられたのは、賀陽親王（常陸太守）、仲野親王（上総太守）、葛井親王（上野太守）で、いずれも桓武天皇の皇子であった。
親王太守は現地へ赴任しない遙任だったため、親王任国での実務上の最高位は次官の国介（すけ）であった。平安中期になり受領国司が登場した際も、親王任国については介が受領の地位に就き、他国の国守と同列に扱われた。なお、親王任国においては、太守の俸禄は太守の収入に、その他の料物については無品親王（官職に就けない内親王含む）に与えられたと考えられているが、詳細は不明である。
承平天慶の乱において平将門が新皇として関東八ヶ国の国司を任命した際も、常陸と上総の国司は「常陸介」「上総介」を任命している。叛乱勢力であり親王任国の慣習を守る必要は無いのだが、伝統として定着していたのであろう。しかし何故か上野だけは「上野守」を任命しており、これは将門が上野国には特別な意味を見出していなかったからだと言われている。
時代が下り、後醍醐天皇の建武の新政期には、一時期陸奥国も親王任国とされたが、陸奥太守に任命された義良親王は遙任ではなく実際に陸奥国へ赴任した。
名目としての親王任国はその後も継続した。戦国時代の織田信長が「上総介」を僭称し、江戸時代に入っても、将軍徳川家康子息の松平忠輝は「上総介」に任官し、また本多正純、吉良義央、小栗忠順が「上野介」に任官したのも、名目のみとは言え「上総守」「上野守」の官職が親王にしか許されなかった慣例を守っていたからである。